# Stung Treng (provins)
Stung Treng är en provins i Kambodja. Den ligger i den nordöstra delen av landet, 280 km nordost om huvudstaden Phnom Penh. Antalet invånare är 29 665.
Stung Treng delas in i:
- Stueng Traeng
- Srŏk Srêsén
- Siem Bouk
- Siem Pang
- Thala Barivat

Följande samhällen finns i Stung Treng:
- Stung Treng